# Église Saint-Jean-Baptiste de Muret-et-Crouttes
L'église Saint-Jean-Baptiste est une église située à Muret-et-Crouttes, en France.

## Localisation
L'église est située sur la commune de Muret-et-Crouttes, dans le département de l'Aisne.

## Historique
Dans sa monographie écrite en 1884 , M. Wafflart décrit ainsi l'église de Muret

« Elevée sur un tertre tout près de l'entrée du château, l'église Saint-Jean-Baptiste de Muret-et-Crouttes appartient à diverses époques.On y reconnaît le XIIe siècle pour les deux travées de la nef, le XIIIe siècle pour le portail et le XVIe siècle pour le reste. Son plan est de forme rectangulaire avec une abside en saillie. Sa longueur est de 30 m et sa hauteur de 8 m pour la nef principale. Les cinq travées de la nef dont deux du XIIe siècle sont séparées par des piliers carrés, reposent sur des bans à griffes couronnés de chapiteaux ornés de palmes et de crochets. Antoine de Roye, mort à la bataille de Marignan y fut inhumé. 
Le principal ornement de l'église consiste en une chaire sculptée et dorée provenant de l'abbaye Saint-Jean-des-Vignes de Soissons. »

### Galerie

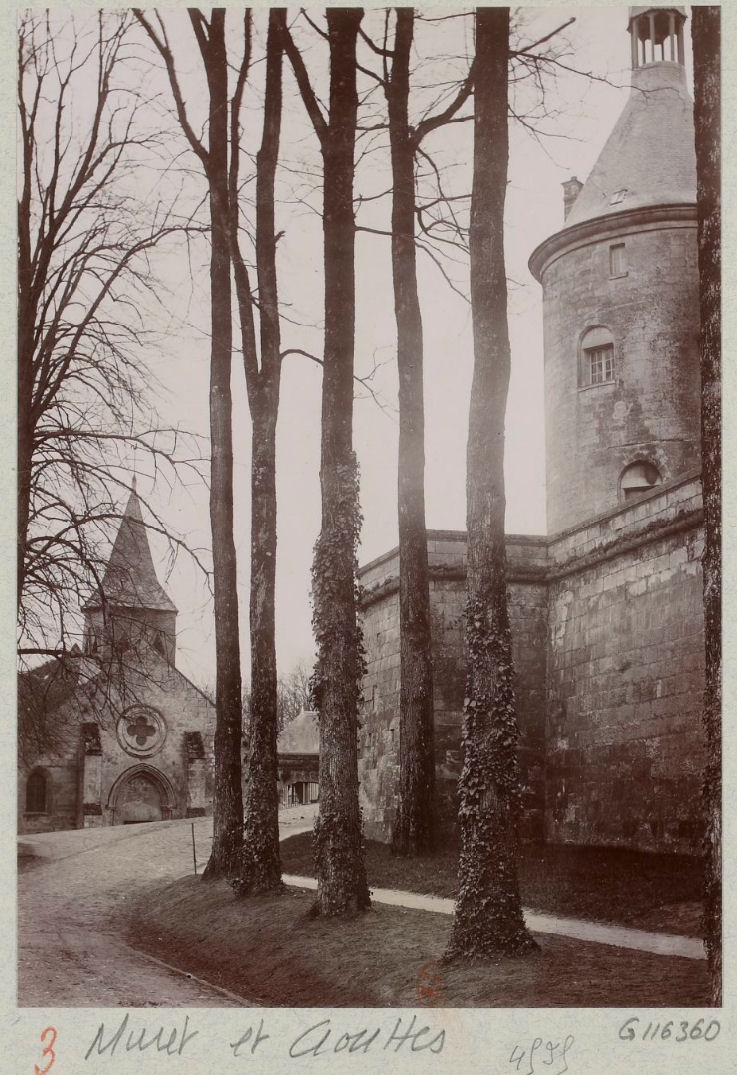
L'église de Muret au pied du château vers 1910.
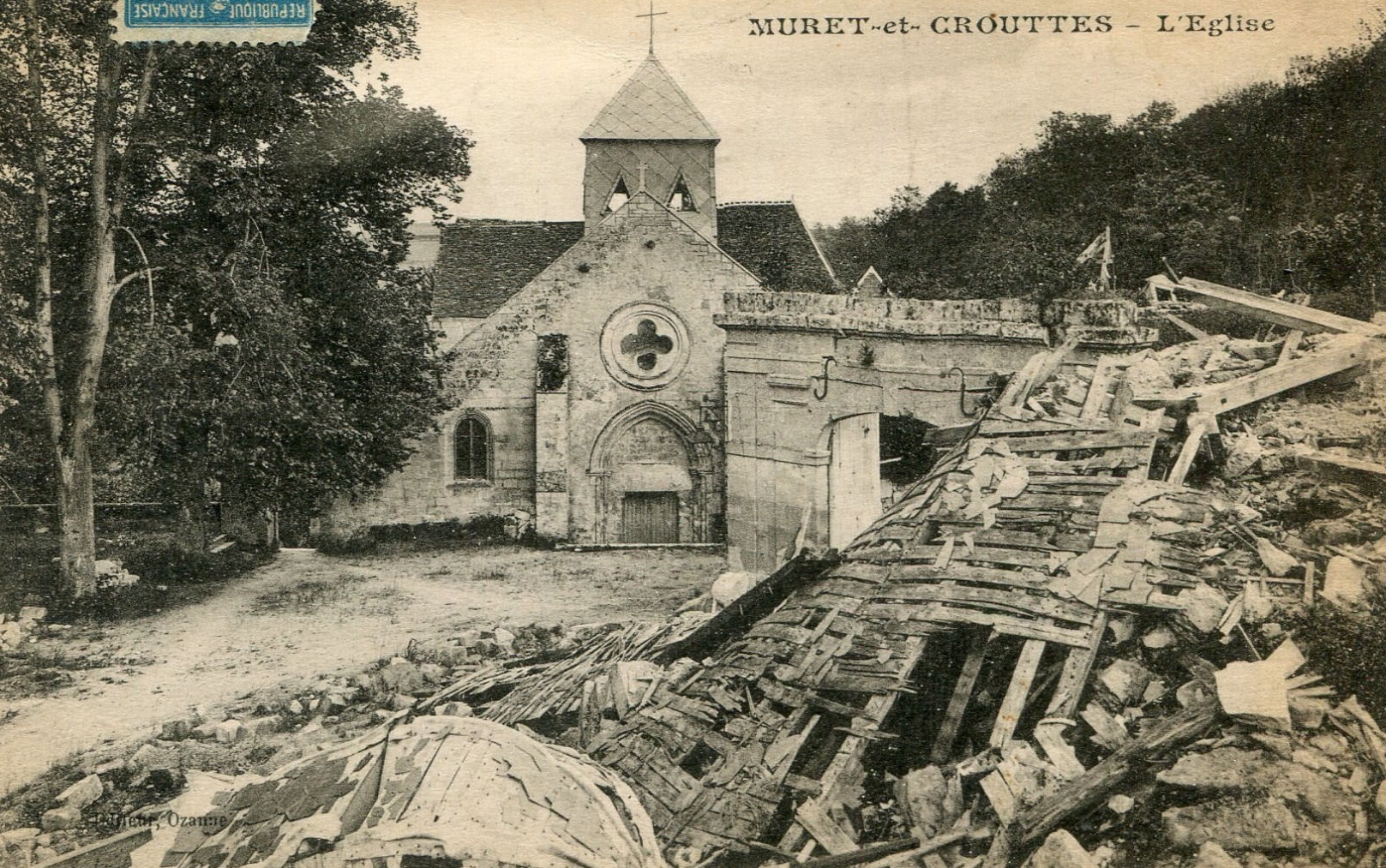
L'église de Muret près des ruines du château en 1920.
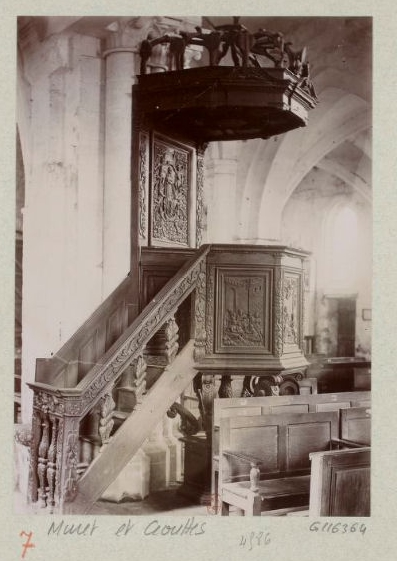
La chaire de l'église.

Le monument est inscrit au titre des monuments historiques en 1927.

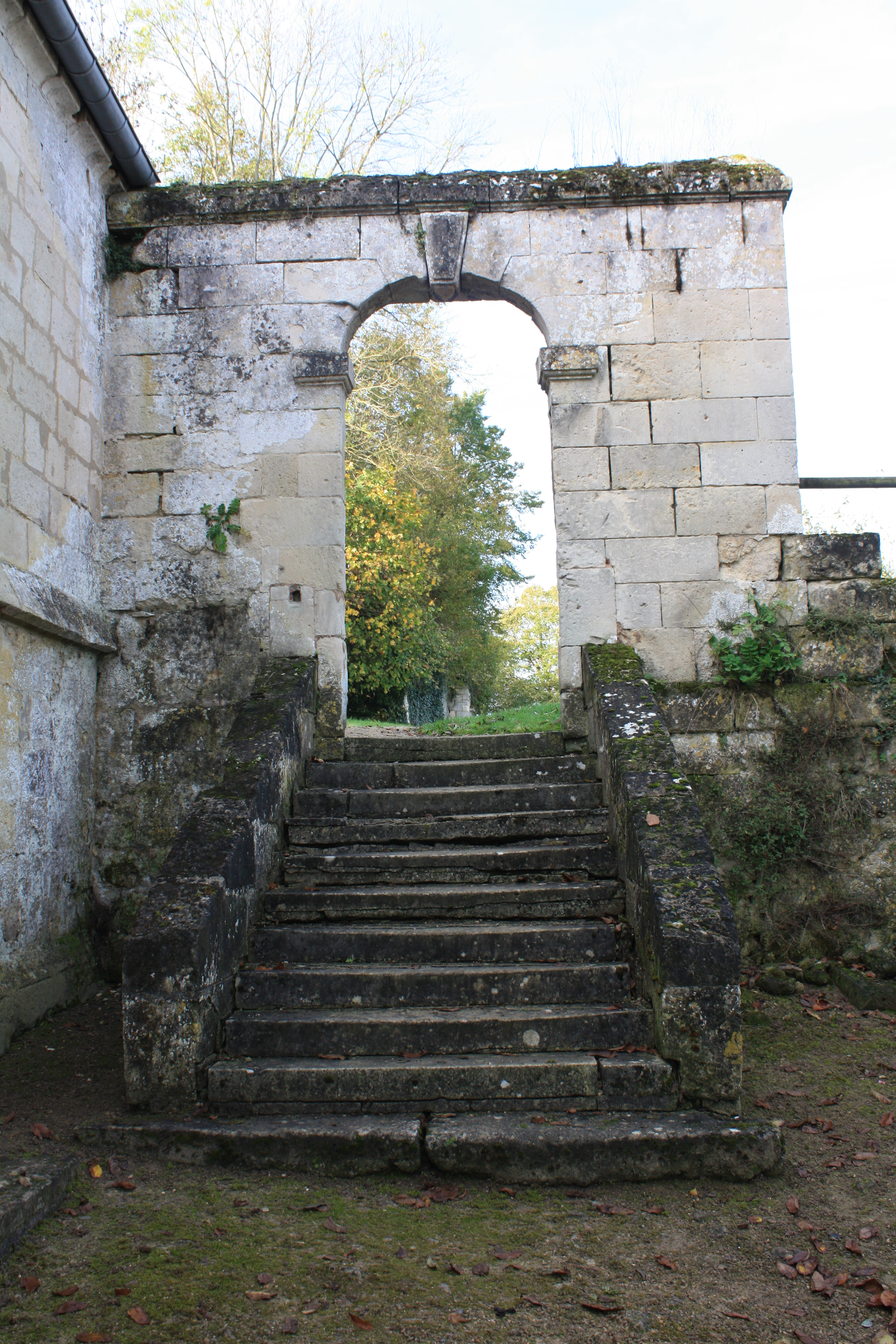
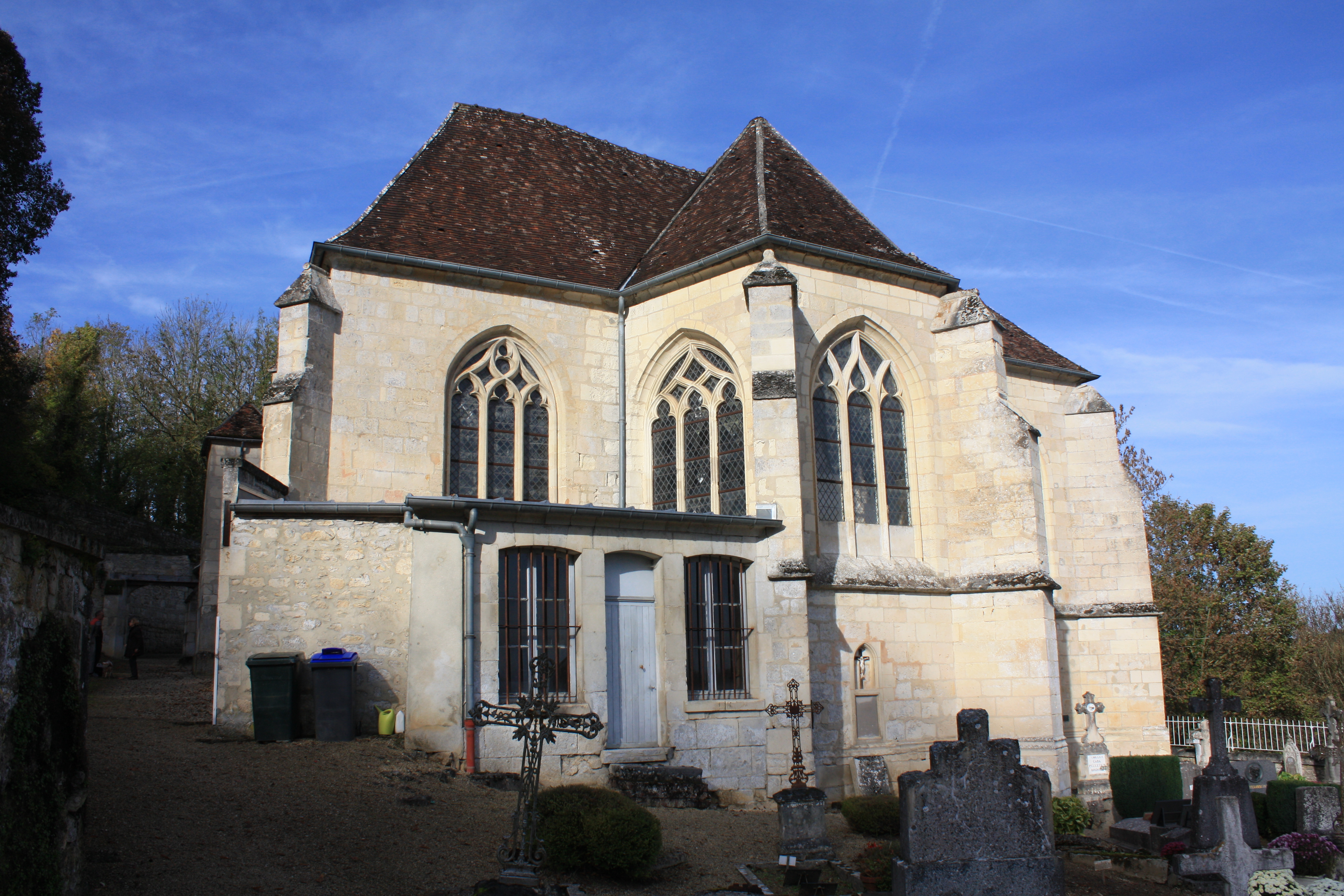
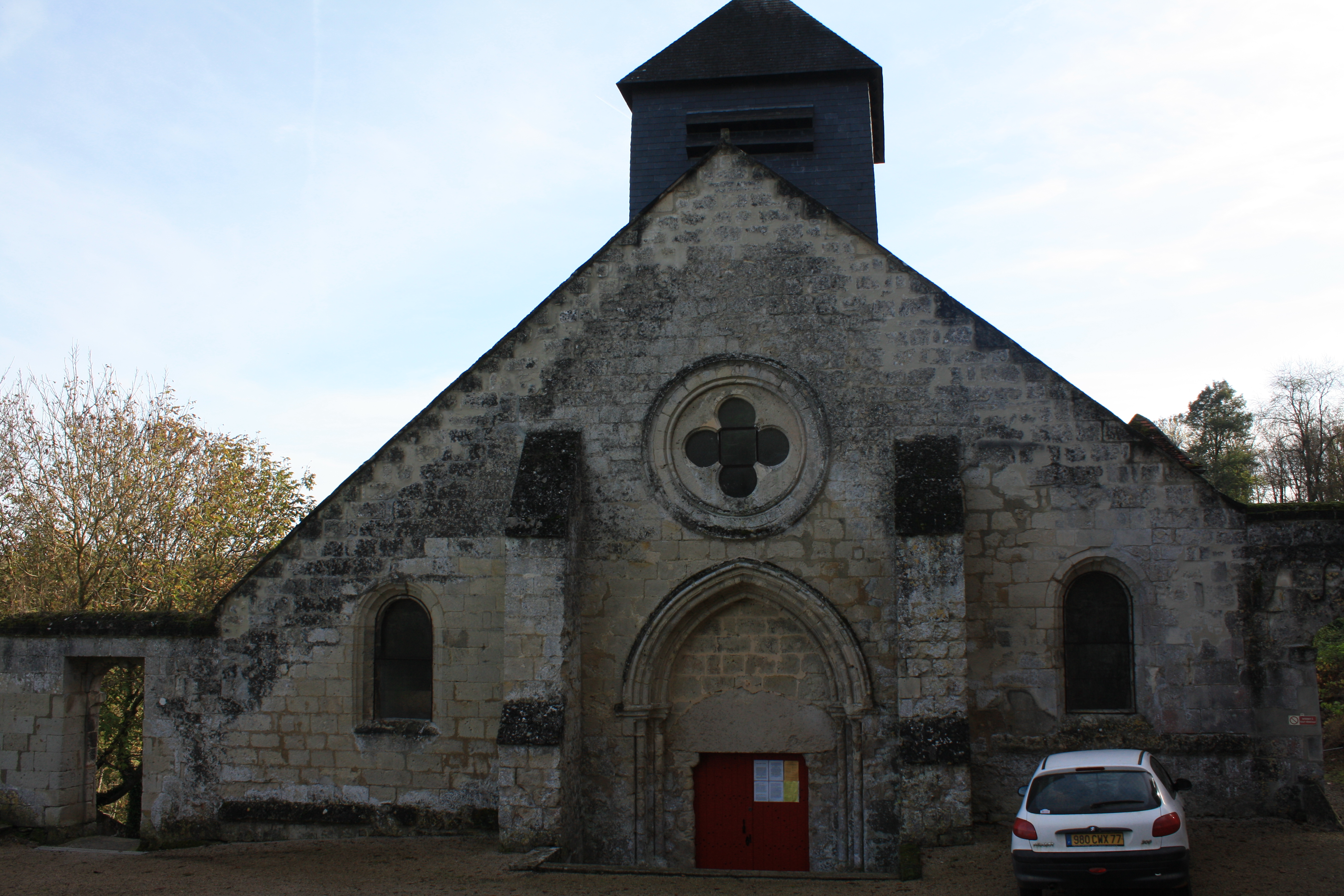